# Röslau
Röslau è un comune tedesco di 2 395 abitanti, situato nel land della Baviera.